# Seiko Instruments Head Office Makuhari Building
Seiko Instruments Makuhari Headquarters (jap. セイコーインスツルメンツ幕張本社ビル) – biurowiec znajdujący się w mieście Chiba w Japonii. Budowa zakończyła się w 1993 roku. Budynek jest 116,2-metrowej wysokości i liczy 27 kondygnacji. Zaprojektowany został przez Takenaka Corporation.